# Anna Polina
Anna Polina, pseudonimo di Anna Saganova (in russo Анна Полина?, Anna Polina; Leningrado, 11 settembre 1989), è un'attrice pornografica russa.

## Biografia
Anna è nata a Leningrado, oggi San Pietroburgo, e ha vissuto in Russia per 10 anni prima di trasferirsi in Francia con la famiglia. A Parigi ha iniziato a studiare legge e nel frattempo ha cominciato a posare come modella erotica per pagarsi gli studi.

## Carriera pornografica
Ha girato le sue prime scene nel 2008 con il nome di Lea Dalmas e, dopo una pausa, è entrata nell'industria pornografica a tempo pieno nel 2010. Nello stesso anno ha girato un film horror pornografico chiamato Echap.
Nel 2012 ottiene il primo riconoscimento come Attrice Straniera dell'anno e nel 2014 il suo unico AVN.
In carriera ha girato oltre 240 scene e ne ha dirette 4.

## Riconoscimenti
- AVN Awards
  - 2014 – Best Sex Scene In A Foreign Shot Production per The Ingeneuos con Aleska Diamond, Angel Piaff, Rita, Tarra White e Mike Angelo[6]
- XBIZ Awards
  - 2012 – Foreign Female Performer of the Year[7]

Altri premi
- 2011: Venus Awards – Migliore starlette
- 2013: Dorcel Awards – Migliore attrice francese

## Filmografia

### Film classici
- 2011: Echap
- 2011: Il n'y a pas de rapport sexuel
- 2017: Vitrine (clip del rapper Vald)
- 2019: Plaisir Fantôme

### Film pornografici
- 2009: Le Séminaire
- 2010: Mademoiselle de Paris
- 2010: Pornochic 20: Anna Polina
- 2011: Inglorious Bitches2
- 2011: Anna Polina apprentie soubrette2
- 2011: Anna Polina secrétaire très particulière2
- 2012: La Fille du Parrain
- 2012: La Journaliste
- 2012: Enterrement de vie de jeune fille aux Caraïbes2
- 2013: Infinity
- 2013: Par l'anus ce n'est pas du bonus
- 2013: La Dentiste
- 2013: Emy Russo by Angell
- 2014: Les Femmes de footballeurs XXX2
- 2014: Anna, la gynécologue7
- 2014: L'Encyclopédie du 35ème Anniversaire A-B2
- 2014: Les Serveuses2
- 2014: Claire, la scandaleuse2
- 2014: Profession: hardeuses
- 2015: Le Detective
- 2017: Avocates pour taulard

### Come regista
- 2014: Profession: hardeuses
- 2018: Entre adultes consentants